# André Lemoyne
Camille-André Lemoyne (* 1822 in Saint-Jean-d’Angély, Département Charente-Maritime; † 1907) war ein französischer Jurist und Dichter.
André Lemoyne studierte Rechtswissenschaften an der Sorbonne in Paris und wurde nach erfolgreichem Abschluss dort als Advokat zugelassen. Bereits aus dieser Zeit stammen seine ersten literarischen Veröffentlichungen.
Als nach der Revolution die zweite Republik ausgerufen worden war, gab Lemoyne seine Kanzlei auf und widmete sich nur noch der Literatur. Seinen Lebensunterhalt verdiente er ab 1848 als Schriftsetzer in der Druckerei von Firmin Didot.
Ab 1856 konnte Lemoyne regelmäßig seine Gedichte in verschiedenen Zeitschriften (meist im Feuilleton) veröffentlichen. Gesammelt erschienen sie 1860 unter den Titeln „Stella Maris“, „Ecce Homo“ und „Renoncement“. Von der offiziellen Literaturkritik wie auch von seinen Lesern wurden sie sehr gelobt und von der Académie française mit einem Preis ausgezeichnet.

## Werke (Auswahl)
- Les sauterelles de Jean de Saintonge. 1863.
- Les roses d'Antan. 1865–69 (2 Bde.)
- Les charmeuses. 1867.
- Une idylle normande. Roman. 1874.
- Alise d'Évran. Roman. 1876.
- Poésies. 1883–85 (Sammlung in 2 Bdn.).